# L'Amour à la dérive
Pour plus de détails, voir Fiche technique et Distribution.
L'Amour à la dérive ou Amour à la dérive au Québec (Love Wrecked) est une comédie romantique américaine réalisée par Randal Kleiser et sortie en 2007.

## Synopsis
Lors d'une croisière aux Caraïbes, Jenny est abandonnée sur une plage avec son idole du rock. Follement amoureuse de lui, elle parvient à lui cacher que leur station balnéaire se trouve en réalité tout près, et lui fait croire qu'ils sont perdus en mer...

## Fiche technique
- Réalisateur : Randal Kleiser
- Scénariste : Stephen Langford
- Producteurs : Joe Anderson, Stewart Hall, Sammy Lee, Wendy Thorlakson
- Producteurs associés : Dan Katzman, Tamara Stuparich de la Barra, Robert Velo
- Producteurs exécutifs : James Lance Bass, Derek Elliott, Kelli Konop, Matthew Leonetti Jr.
- Exportation/Distribution internationale : The Weinstein Company
- Production : Media 8 Entertainment, Santo Domingo Film & Music Video, Bacon & Eggs
- Effets visuels : Sandman Studios
- Directeur de la photographie : Gary Capo
- Directeur artistique : Jon Deprudhoe
- Chef décorateur : Damien Byrne
- Costumier : Tim Chappel
- Effets spéciaux : James Bomalick, Rez-Illusion
- Durée : 87 minutes
- Date de sortie : 2007

## Distribution
- Amanda Bynes (VQ. : Stéfanie Dolan) : Jenny Taylor
- Chris Carmack (VQ : Daniel Roy) : Jason Masters
- Jonathan Bennett (VQ : Philippe Martin) : Ryan Howell
- Jamie Lynn Discala (VQ : Émilie Bibeau) : Alexis Manetti
- Susan Duerden : Bree Taylor
- Fred Willard (VQ : Hubert Gagnon) : Ben Taylor
- Jackie Long (en) (VQ : Louis-Philippe Dandenault) : Chase
- Joey Kern (VQ : Nicolas Charbonneaux-Collombet) : Milo Dinsdale
- Lance Bass : Dan James
- Kathy Griffin (VQ : Manon Arsenault) : Belinda
- Alfonso Ribeiro (VQ : Benoit Éthier) : Brent Hernandez
- Connor Matheus : Otis Venable
- Suzanne Kent : Cinderella Venable

Légende : VQ = Version québécoise